# ISO/IEC 27701
ISO/IEC 27701: 2019 is een privacyuitbreiding op ISO/IEC 27001. Deze internationale privacystandaard ISO 27701 biedt richtlijnen voor de bescherming van privacy. Het ontwerpdoel is het bestaande informatiebeveiligingsbeheersysteem te verbeteren met aanvullende vereisten om een privacyinformatiebeheersysteem op te zetten, te implementeren, te onderhouden en continu te verbeteren.